# Cluny
Cluny (historisch auch Cluni, Clugny, Kluny u. Ä.) ist eine französische Gemeinde im Département Saône-et-Loire in der Region Bourgogne-Franche-Comté. Sie hat 4980 Einwohner (Stand 1. Januar 2022) und liegt am Fluss Grosne. Die nächste größere Stadt (30 km südöstlich) ist Mâcon.

## Geschichte
Der Ort Cluny entstand angelehnt an das 910 gegründete Benediktinerkloster (Abtei Cluny). Die Abtei war Anfang des 10. Jahrhunderts Ausgangs- und Mittelpunkt der cluniazensischen Reform. Sie verdankt ihren weitreichenden Einfluss der strengen Beobachtung benediktinischer Ordensregeln von mehr als 1.000 Klöstern (über 20.000 Mönche). Von 927 bis 1157 wurde Cluny von fünf einflussreichen Äbten regiert, die zugleich Freunde und Ratgeber von Kaisern, Königen, Fürsten und Päpsten waren. Darauf fußte der einmalige Status der Abtei, die direkt dem Papst unterstellt war. Viele andere Klöster fragten die Äbte von Cluny um Rat und schlossen sich ihm an. Diese Klöster hatten keinen Abt mehr, sondern einen Prior, der vom Abt von Cluny bestimmt wurde. Die Zugehörigkeit zu Cluny brachte Privilegien und Hochachtung mit sich (Sicherheit vor Übergriffen der Bischöfe und weltlicher Herren, weniger Belastungen durch das Feudalsystem).
Dem Stifter von Cluny kam es darauf an, seine Klostergründung gegen weltliche Einmischungen zu sichern, die in so vielen anderen Klöstern wirksam geworden waren und den urchristlichen Grundgedanken verwässert hatten. In der Stiftungsurkunde wurde daher die Exemtion, die juristische Sonderstellung des neuen Klosters festgelegt: Es sollte einzig und allein dem unmittelbaren Schutz des Papstes unterstellt sein.
Seinen Mitglieder-Höchststand erreichte Cluny zu Beginn des 12. Jahrhunderts mit etwa 400 Mönchen. Hinzu kamen später um 1200 insgesamt ca. 1.500 Niederlassungen in Italien, Spanien, England, Deutschland, Polen und im Heiligen Land. Zu den bekanntesten gehören La Charité-sur-Loire, Vézelay, St-Martial in Limoges, Moissac und St-Martin-des-Champs in Paris. In England war Lewes das Hauptkloster, in der Schweiz waren Romainmôtier und Payerne wichtig, in Deutschland war das Hirsau das Zentrum.
Die Kanzlei von Cluny war seit dem 11. Jahrhundert eine der berühmtesten Verwaltungseinrichtungen des Abendlandes. Die Reformpäpste des 11. und 12. Jahrhunderts holten sich von Cluny ihre Verwaltungsbeamten und schufen mit ihrer Hilfe in Rom die Apostolische Kammer. Von hier ging die Reform des Benediktinerordens und – während des 11. Jahrhunderts – die militante Politik der Kirche aus.
Der zweite Abt von Cluny, der heilige Odo (879–942), nutzte die juristische Sonderstellung der Abtei, indem er so etwas wie ein Mönchsimperium schuf. Er vereinigte unter seiner Amtsgewalt mehrere Klöster. Dadurch entstand ein ausgesprochen militanter Katholizismus. Mit Papst Urban II., der 1095 den ersten Kreuzzug ausrief, ging mindestens ein in dieser Hinsicht besonders hervorragender Papst aus dieser Abtei hervor. Das Kloster wurde zum wichtigsten Träger des Kreuzzugsgedankens im Osten und der Rekonquista in Spanien.
1798 wurde die Abtei im Zuge der Französischen Revolution enteignet und in einer Auktion versteigert, die Mönche mussten sie verlassen.
Zwischen 1928 und 1950 wurde von dem Kunsthistoriker Kenneth John Conant der cluniazensische Komplex ausgegraben und unter Zuhilfenahme anderer noch existierender burgundischer Kirchen wie Paray-le-Monial rekonstruiert. Seine zeichnerisch anspruchsvollen Darstellungen sind allerdings historisch betrachtet umstritten, da seine Methodik unzureichend war. So ging Conant davon aus, dass weitere dem cluniazensischen Orden angehörende Kirchen architektonisch nach dem Vorbild der Kirche von Cluny errichtet worden seien und rekonstruierte Cluny danach. Auch die von ihm zu Hilfe genommenen historischen Stiche und überlieferten Beschreibungen bieten keine ausreichende Grundlage.
Am 11. August 1944 wurde Cluny durch zwei Angriffe deutscher Bomber stark zerstört. Dabei wurden 14 Einwohner getötet.

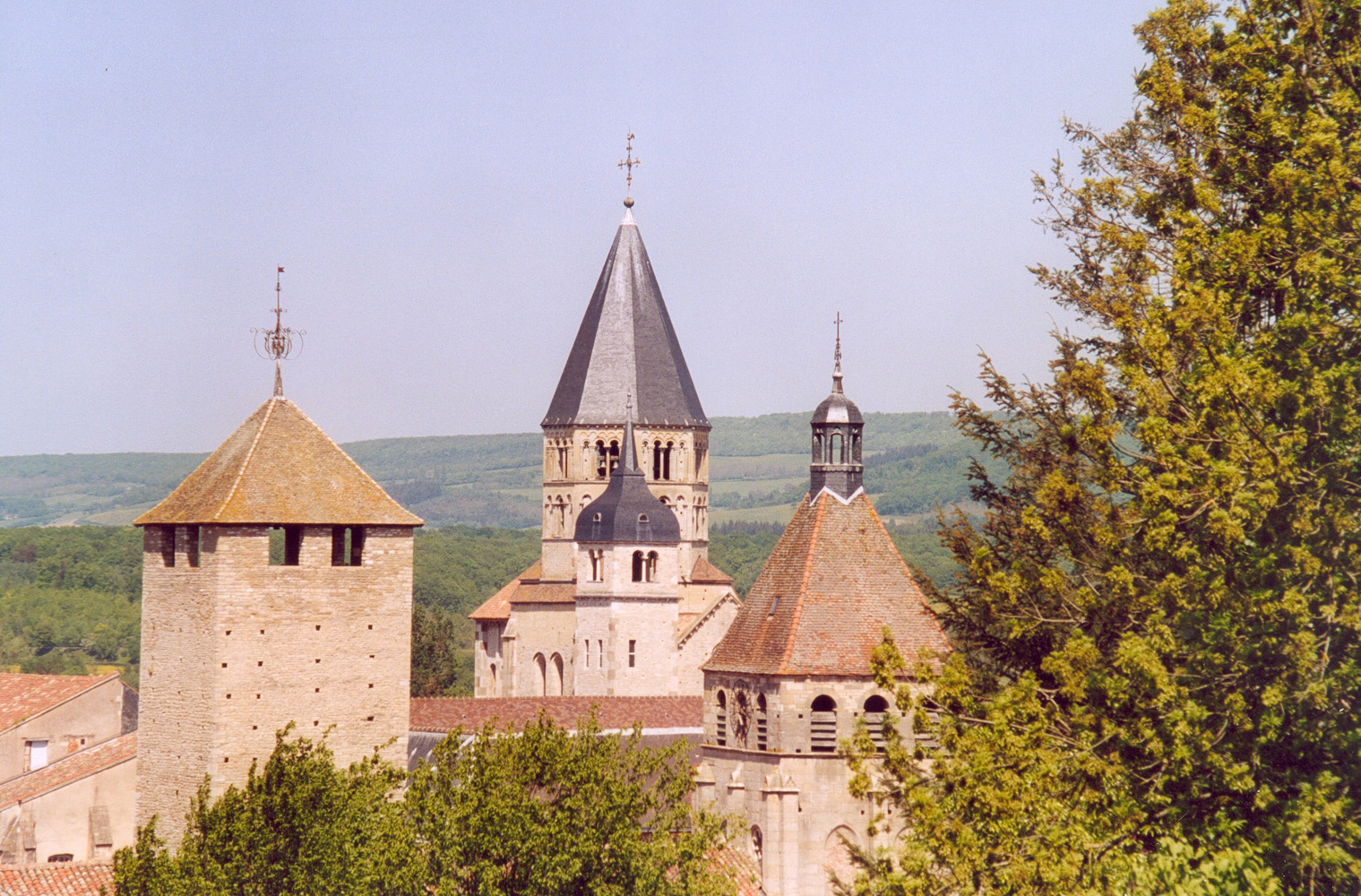
Cluny heute
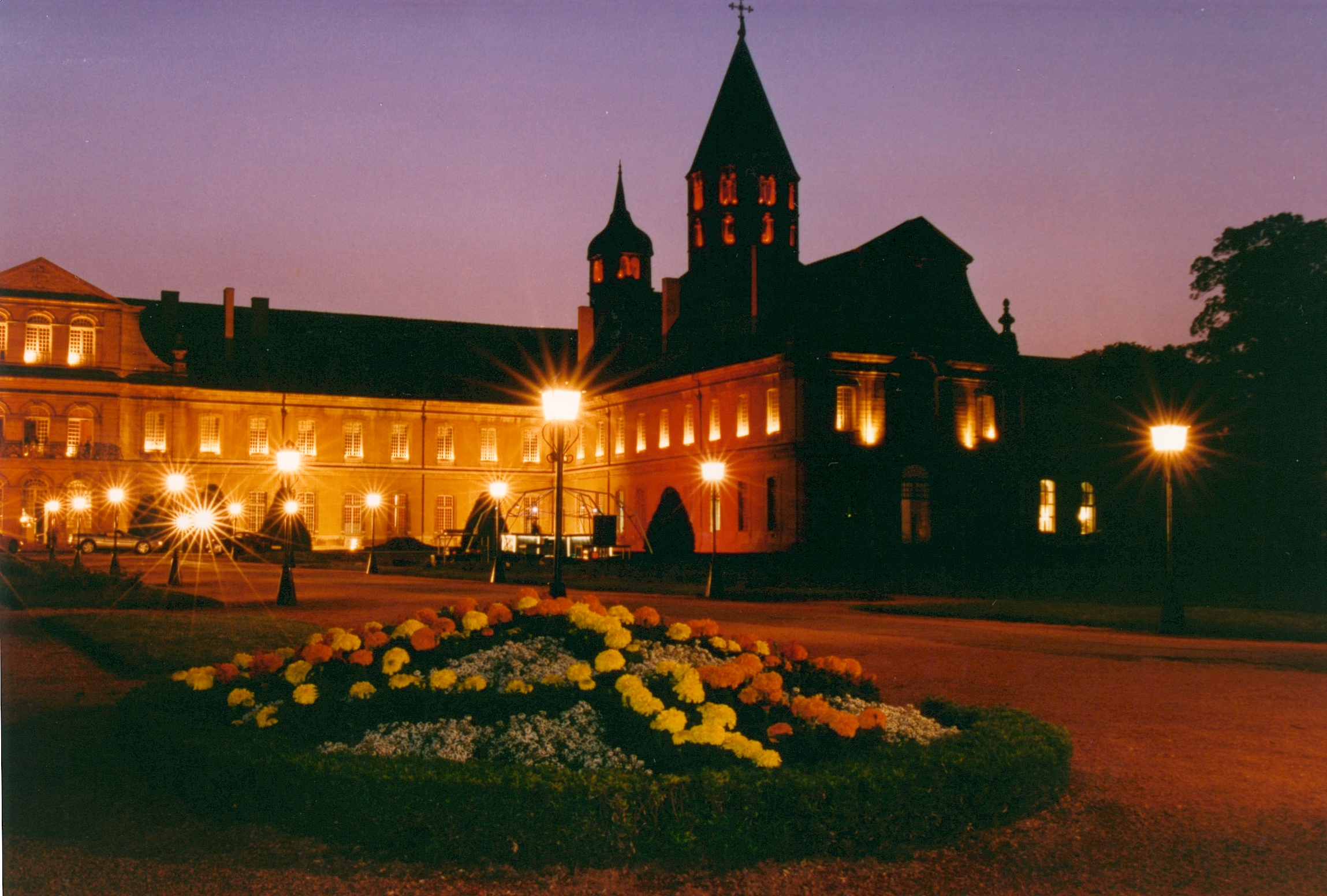
Beleuchtung der Abtei zur Gala Arts et Metiers
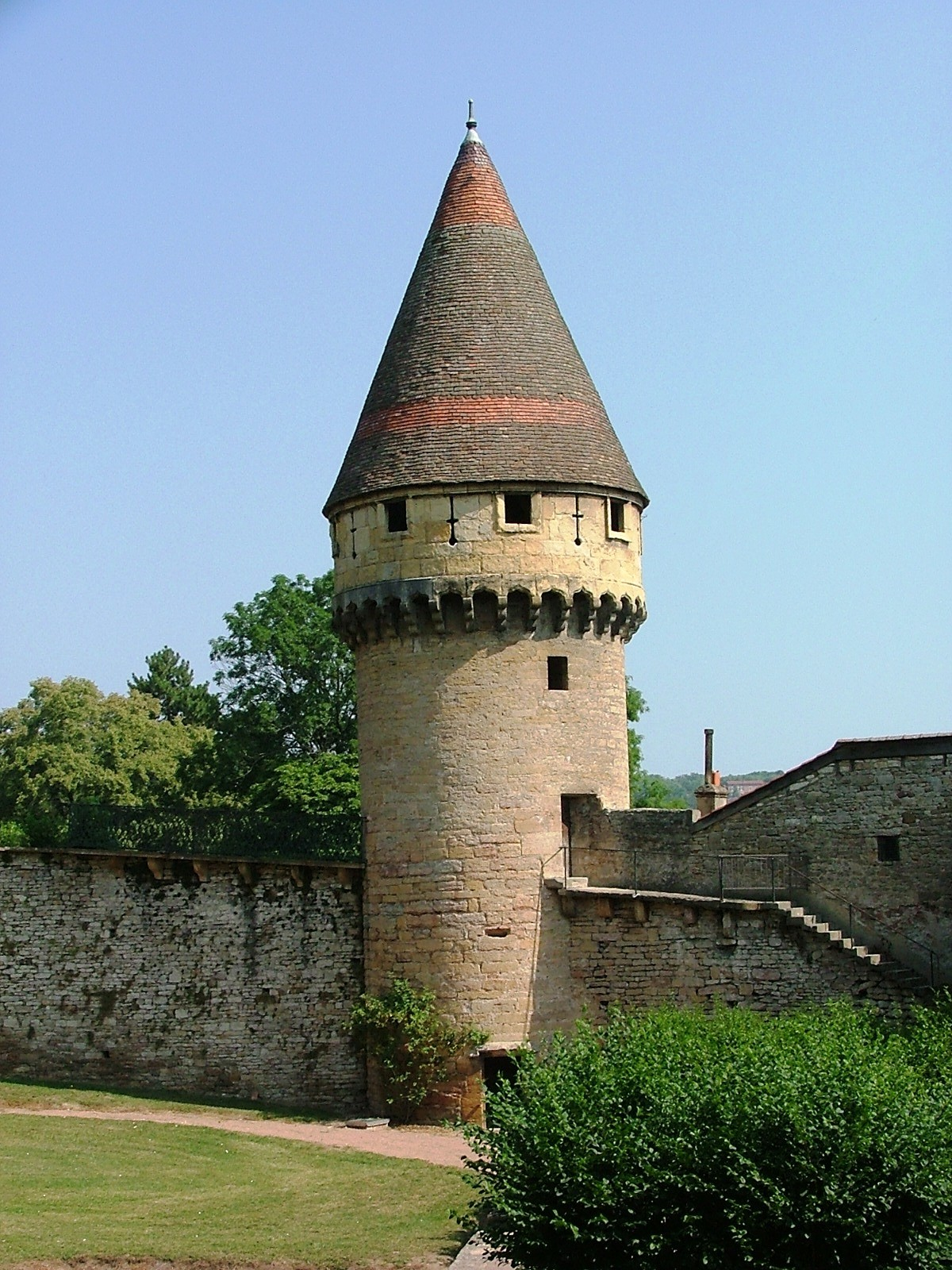
Der Tour Fabry, ein Wachturm an der Nordmauer des Klosters
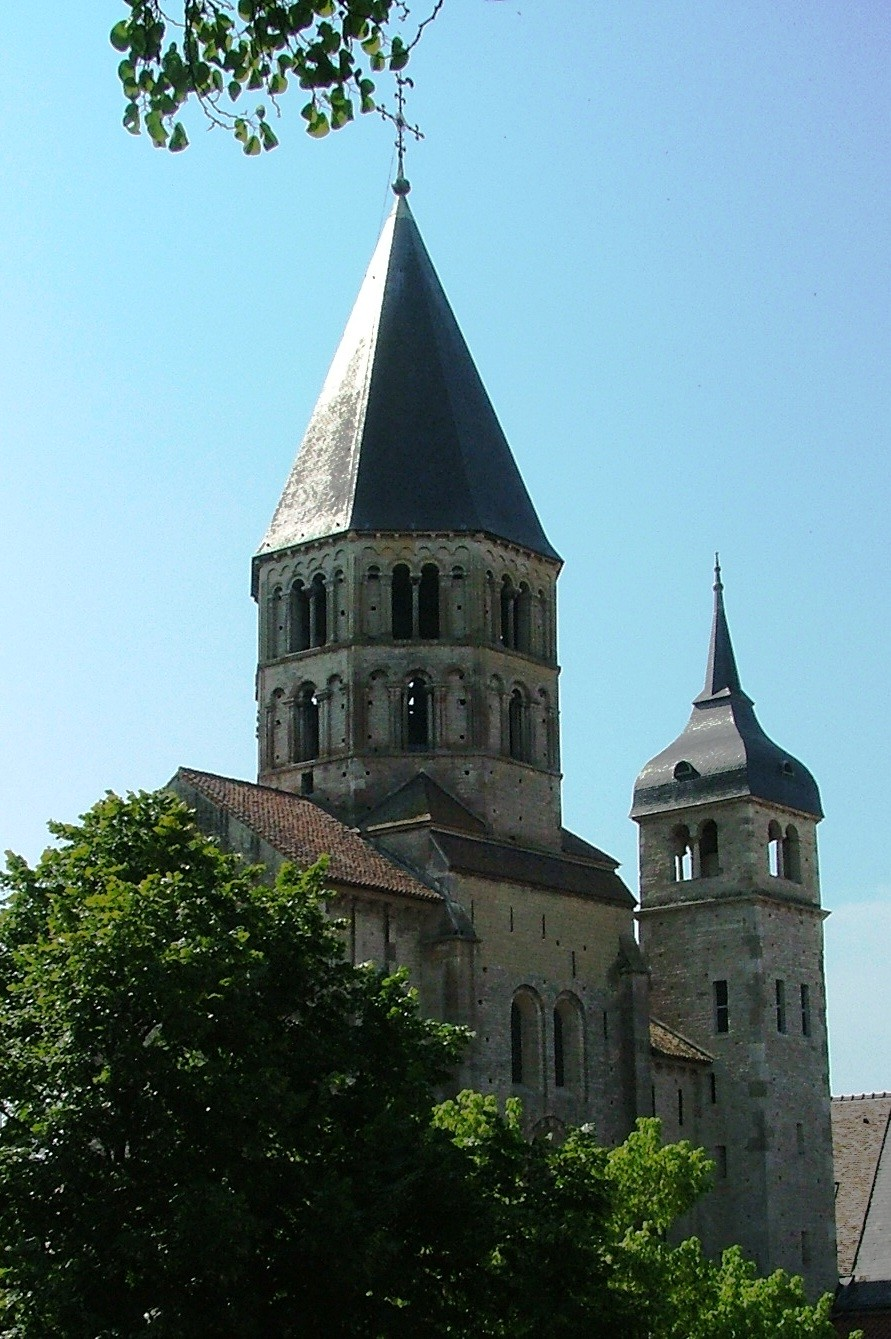
Der Glockenturm (links) und der Uhrenturm (rechts)

## Sehenswürdigkeiten
- Reste der romanischen Kirche Abtei Cluny
- Abtei Cluny
- Kirche Notre-Dame (13. Jahrhundert)
- Mittelalterliches Stadtbild
- Hôtel des Monnaies
- Staatliches Pferdegestüt (Haras National)
- Hôtel-Dieu
- Käse-Turm
- Denkmal an den Bombenangriff 11. August 1944[2]

In der Umgebung von Cluny (dem Clunisois) gibt es Schlösser, Höhlen, romanische Kirchen, Weinstraßen und Museen.
Das romanische Gebäude 20 Rue du Merle ist das älteste Stadthaus Frankreichs.

## Persönlichkeiten
- Jean Germain (um 1400–1461), Bischof von Nevers und Bischof von Chalon-sur-Saône
- Pierre Paul Prud’hon (1758–1823), Maler des Klassizismus
- Pierre Vésinier (1826–1902), Journalist, Mitglied der I. Internationale, 1871 Direktor des Amtsblatts Journal officiel der Pariser Kommune